# Górnik Radlin
Górnik Radlin – polski wielosekcyjny klub sportowy założony 10 maja 1923 roku. Obecnie posiada dwie sekcje: piłki nożnej oraz pływania.
W przeszłości funkcjonowały w nim także m.in. sekcja szermierki (od 1936 do 1993 roku, kiedy powstało Towarzystwo Szermierzy "Górnik Radlin"), siatkówki (od 1945 do 2001 roku, kiedy powstał Siatkarski Klub "Górnik Radlin"), jak również gimnastyki, tenisa stołowego, czy boksu.

## Historia
Klub został założony 10 maja 1923 roku w Obszarach (dziś Radlin), gospodzie Roberta Barteczki, pod nazwą Towarzystwo Gry Piłki Nożnej „Orzeł Ema-Obszary”. W okresie międzywojennym drużyna (już pod nazwą Towarzystwo Sportowe "Błyskawica") trzykrotnie zdobyła I miejsce rybnickiej A-klasy. W 1938 roku TS Błyskawica wywalczyła Puchar Rybnickiego Gwarectwa Węglowego oraz awans do I ligi śląskiej. Po wybuchu II wojny światowej na mocy dekretu o likwidacji polskich organizacji na Górnym Śląsku, klub został rozwiązany. W jego miejsce Niemcy powołali drużynę skupioną wokół kopalni Emma pod nazwą „Turn- und Sportverein Blau-Weiß Emmagrube (Klub Gimnastyczno-Sportowy Niebiesko-Biali – Kopalnia Emma).
Klub został reaktywowany w 1945 roku, dokładnie trzy tygodnie po zakończeniu działań wojennych. W 1949 doszło do fuzji TS Błyskawica Radlin i KS Rymer Niedobczyce tworząc w ten sposób drużynę o nazwie Klub Sportowy "Górnik Radlin - Niedobczyce" (po kilku miesiącach z nazwy zniknął człon "Niedobczyce").  W 1950 roku piłkarze Górnika Radlin awansowali do I ligi zaś rok później wywalczyli wicemistrzostwo I ligi. W latach 1956–59 w drużynie występował (debiutując w Ekstraklasie) Stanisław Oślizło, późniejszy kapitan Górnika Zabrze i reprezentacji Polski.
Oprócz sekcji piłkarskiej w ramach KS Górnik Radlin funkcjonuje również sekcja pływacka. W przeszłości klub posiadał również sekcje judo, boksu (funkcjonująca w latach 1949 - 1977), siatkówki i szermierki. Ściśle współpracował z Klubem Gimnastycznym "Radlin" i funkcjonującym w Radlinie Ośrodkiem Przygotowań Olimpijskich. W latach 1975 do 1996 drużyna funkcjonowała pod nazwą KS „Górnik Radlin” Wodzisław Śląski. W 1996 roku sekcja siatkówki klubu awansowała do I ligi.. W 2001 roku rozwiązane zostają sekcja siatkówki i szermierki. Sekcje te tworzą od tej pory osobne kluby sportowe -  Siatkarski Klub Górnik Radlin oraz Towarzystwo Szermierzy "Górnik Radlin".

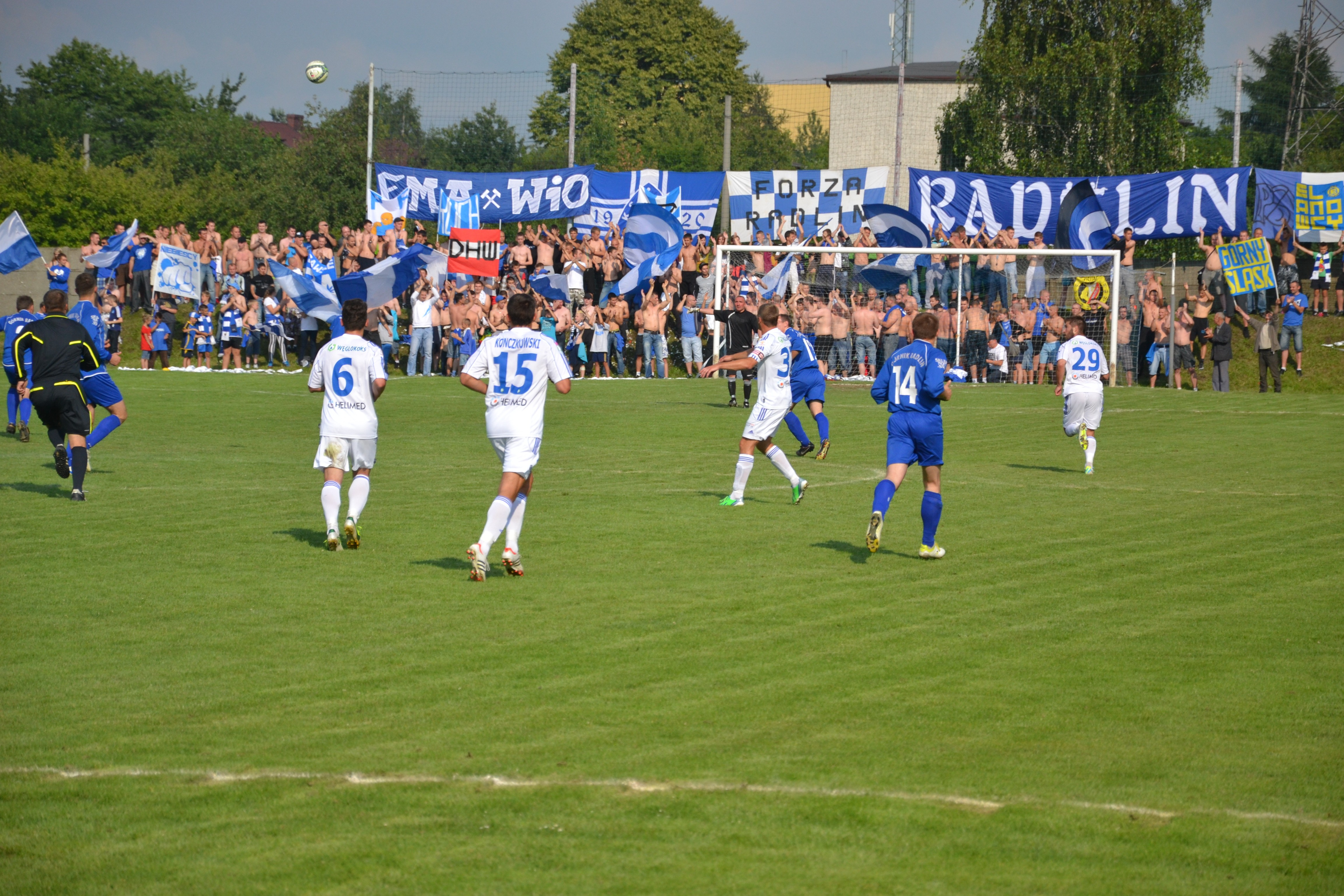
Mecz Górnika Radlin z KS Ruch Chorzów

## Dane ogólne
- Barwy: niebiesko-białe
- Adres: ul. Korfantego 17, 44-310 Radlin
- Historia nazw klubu:
  - 1923 – Towarzystwo Gry Piłki Nożnej „Orzeł Ema-Obszary”
  - (?) TS „Błyskawica” Radlin  2 września 1939 roku na mocy dekretu o likwidacji polskich organizacji na Górnym Śląsku, klub został rozwiązany. Na jego miejsce Niemcy powołali skupiony wokół radlińskiej kopalni klub, działający do końca wojny pod nazwą
  - 1949 – 1975 KS „Górnik” Radlin (fuzja TS Błyskawica i Rymer Niedobczyce)
  - 1975 – 1996 KS „Górnik Radlin” Wodzisław Śląski
  - 1997 KS „Górnik” Radlin

## Sekcja piłki nożnej

### Sukcesy
- wicemistrzostwo I ligi polskiej – sezon 1951